# Веласко, Андрес
Андрес Веласко (исп. Andrés Velasco; род. 30 августа 1960 года) — экономист, министр финансов Чили с 2006 по 2010 год (во время всего первого президентского срока Мишель Бачелет). В настоящее время является деканом факультета публичной политики Лондонской школы экономики и политических наук.

## Биография
Анрес Веласко родился в Сантьяго, где провёл 16 лет, после чего вместе с семьёй переехал в США, сначала в Лос-Анджелес, а затем в Бостон. Веласко окончил среднюю школу в штате Массачусетс. Получил степень доктора экономических наук в Колумбийском университете. Также Веласко получил докторскую степень в Гарвардском университете и Массачусетском технологическом институте.
Веласко получил целый ряд наград за свою деятельность: в 2006 году он получил премию за выдающиеся исследования, которую ему вручил Межамериканский банк развития, в знак признания вклада Веласко в экономические исследования. Также журнал Emerging Markets наградил Веласко званием «Министр финансов года в Латинской Америке» — выбор был основан на предпочтениях наиболее влиятельных экономистов и инвесторов. Американский журнал América Economía также наградил Веласко званием «Министр финансов года».
После того, как Веласко занял пост министра финансов Чили, в 2011 году он заявил о своём намерении баллотироваться на пост президента Чили. 15 мая 2012 года Веласко официально выдвинул свою кандидатуру на выборах. На праймериз 30 июня Веласко занял второе место, уступив бывшему президенту Чили Мишель Бачелет.
В августе 2018 года Веласко стал первым деканом Школы публичной политики LSE, которая находится в Лондонской школе экономики и политических наук.
Андрес Веласко женат на журналистке Консуэло Сааведра, у пары трое детей.